# Ngila Dickson
Ngila Dickson (ur. 1958) – nowozelandzka kostiumografka.

## Filmografia
- 1989: The Rainbow Warrior Conspiracy
- 2001: Władca Pierścieni: Drużyna Pierścienia
- 2002:Władca Pierścieni: Dwie wieże
- 2003:  Ostatni samuraj
- 2003: Władca Pierścieni: Powrót króla
- 2008: Nie wszystko złoto, co się świeci
- 2012: Emperor

## Nagrody
Została uhonorowana m.in. Oscarem, Satelitą i nagrodą BAFTA.